# Frome-skatten
Frome-skatten (engelsk Frome Hoard) er et depotfund af 52.503 romerske mønter, der blev fundet med metaldetektor af Dave Crisp ved Frome i Somerset i England. Mønterne lå i en keramikkrukke, der var omkring 45 cm i diameter og er dateret fra år 253 til 305.
Størstedelen af mønterne er fremstillet af devalueret sølv og bronze. Skattefundet er et af de største, der er fundet i Storbritannien, og det er et vigtigt fund, da det indeholder den største gruppe mønter, man har fundet fra Carausius' styre. Han herskede uafhængigt over Britannien fra 286 til 293, og var den første romerske kejser, der slog mønt i Storbritannien.
Museum of Somerset i Taunton købte fundet i 2011 for £320.250 med en bevilling fra National Heritage Memorial Fund (NHMF).